# Clinique Saint-Vincent (Saint-Grégoire)
La clinique Saint-Vincent est un établissement de soins privé situé à Saint-Grégoire, en Bretagne, en activité de 1988 à 2004.

## Histoire
Une première clinique Saint-Vincent existait dans la rue Jean Macé, à Rennes, depuis 1923.
En 1988, la nouvelle clinique Saint-Vincent est construite dans la commune de Saint-Grégoire, au nord de Rennes. Les activités de la rue Jean Macé y sont transférées. En 2000, elle compte 175 lits.
En janvier 1993, les directions de la clinique Saint-Vincent et de la clinique Volney sont regroupées dans une même entreprise, nommée Cliniques Privées Associées. Celle-ci rachète trois ans plus tard le centre obstétrico-pédiatrique de Bréquigny, dans le but de fusionner les trois établissements en un seul.
Un nouvel équipement est construit à partir de 2002 sur le site de la clinique Saint-Vincent, sur la parcelle occupée par celle-ci et une deuxième parcelle située de l'autre côté de la route reliant Rennes à Saint-Grégoire. Le nouveau centre hospitalier privé de Saint-Grégoire ouvre progressivement au cours de l'année 2004 et remplace la clinique Saint-Vincent.